# Mühlacker
Mühlacker település Németországban, azon belül Baden-Württembergben. Lakosainak száma 26 664 fő (2023. december 31.). Mühlacker Illingen és Sternenfels községekkel határos.

## Városrészei

Mühlacker
Lomersheim
Enzberg
Mühlhausen an der Enz
Großglattbach
Lienzingen

## Népesség
A település népessége az elmúlt években az alábbi módon változott:
| Lakosok száma | 20 338 | 21 844 | 24 106 | 24 216 | 23 948 | 25 850 | 26 011 | 26 069 | 24 931 | 26 664 |
|               | 1961   | 1967   | 1974   | 1980   | 1987   | 1993   | 2000   | 2006   | 2013   | 2023   |